# Horngroschen

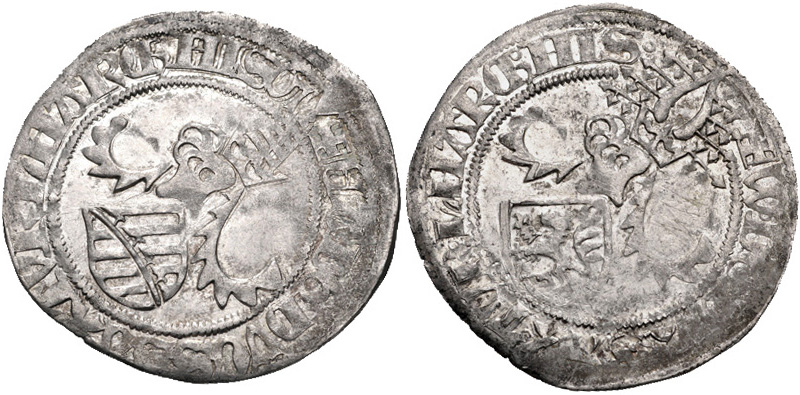
Principe elettore Ernesto, duca Alberto, duca Guglielmo III, Horngroschen del 1465, zecca di Freiberg (diametro 28 mm)

Horngroschen (letteralmente "grosso del corno") è il nome popolare usato per indicare la moneta sassone che fu battuta nel periodo tra il 1465 al 1469 dai fratelli Ernesto e Alberto di Sassonia e Guglielmo III di Turingia (1465-1482).

## Storia

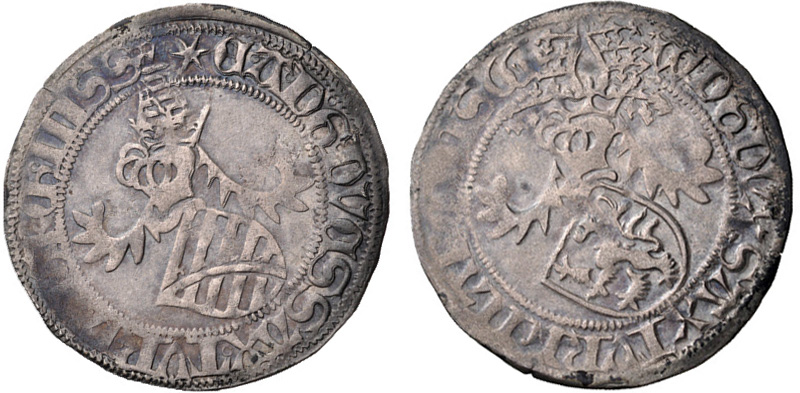
Principe elettore Ernesto, duca Alberto, duca Guglielmo III, Horngroschen del 1466, zecca di Lipsia (28 mm)

La valuta sassone si era indebolita notevolmente nel corso del XV secolo e pertanto si rese necessario riformarla completamente nel corso del Quattrocento.
Il 4 aprile 1465 l'elettore Ernesto col duca Alberto ed il duca Guglielmo III decisero di riformare la monetazione della Sassonia, formando una nuova tipologia di groschen, i cosiddetti horngroschen, in alto titolo. Le zecche autorizzate alla coniazione di queste nuove monete furono quella di Freiberg e Colditz. Essi avevano il peso approssimativo compreso tra i 2,92 grammi ed gli 1,33 grammi. Sulla base del contenuto in percentuale del metallo prezioso nelle nuove monete, il sistema monetario sassone venne riformato come segue:
- 1 horngroschen = 9 pfennige = 18 Heller

I disegni delle nuove monete presentavano sul diritto uno scudo a con lo stemma della Sassonia sormontato da un elmo contraddistinto da dei lambrecchini a forma di corna, da cui appunto il nome popolare di "grosso delle corna". Il retro riportava lo stemma della Turingia, anch'esso sormontato da un elmo con lambrecchini a forma di corna.

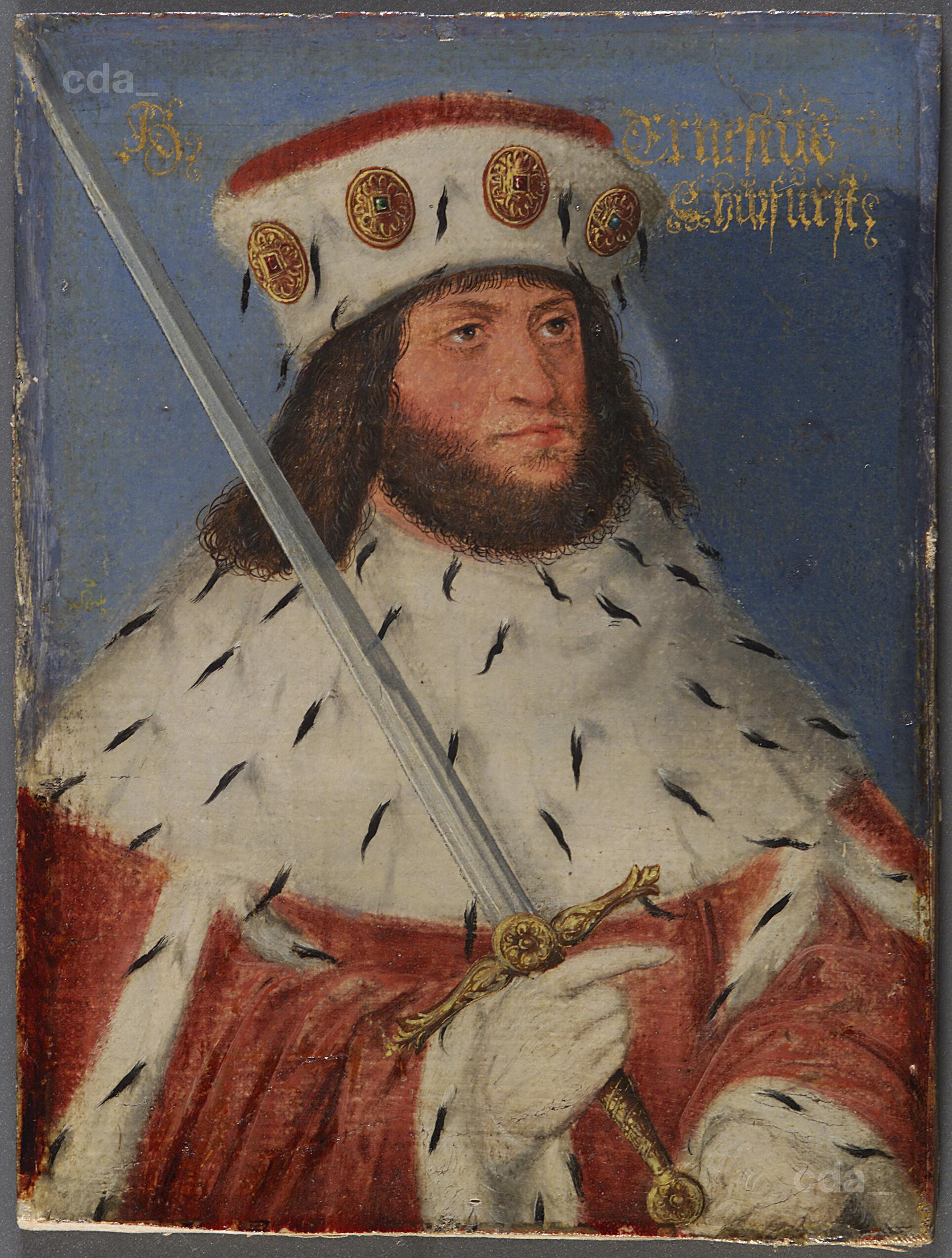
Il principe elettore Ernesto 1464/85–1486
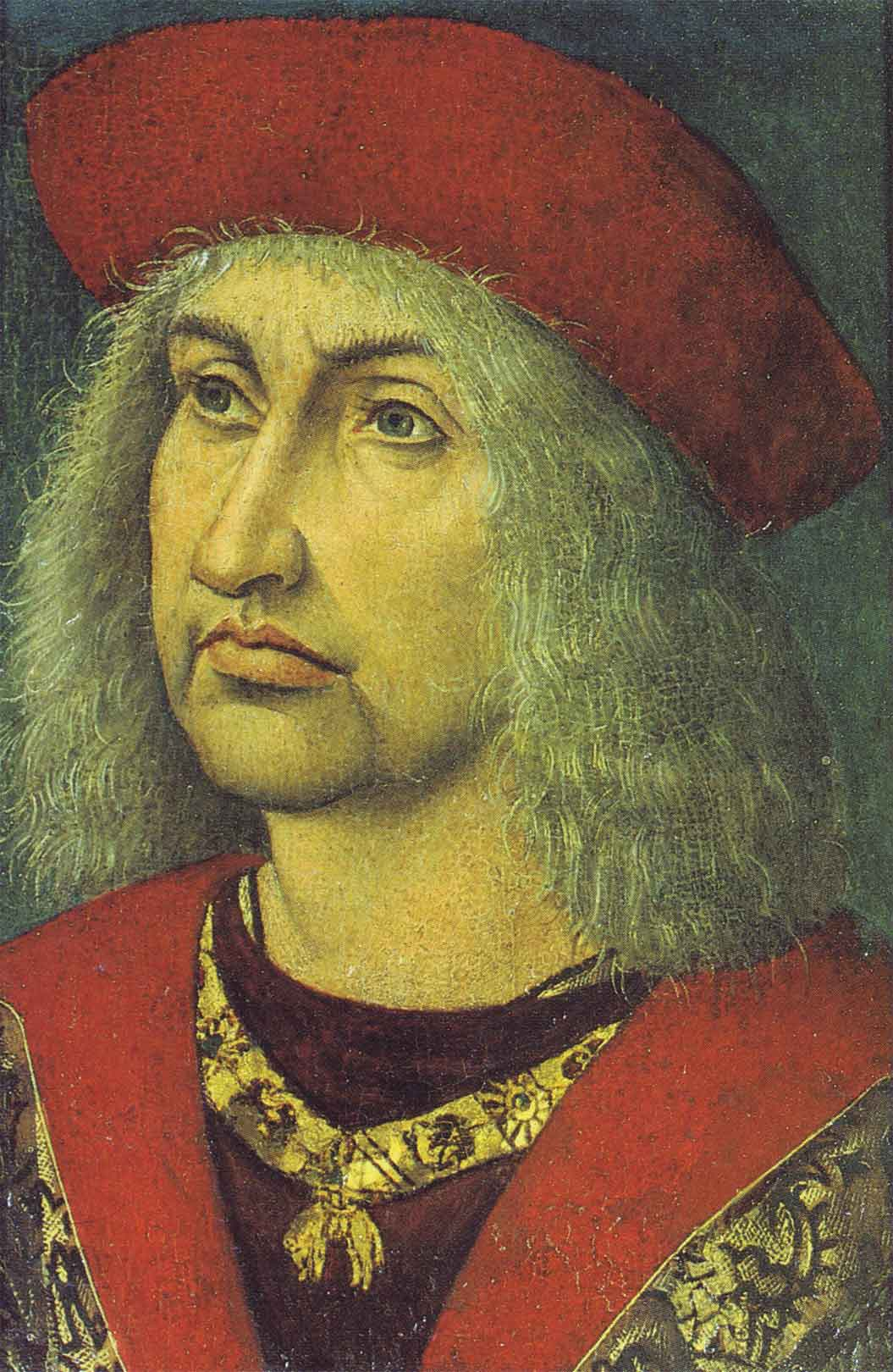
Il duca Alberto 1464/85–1500
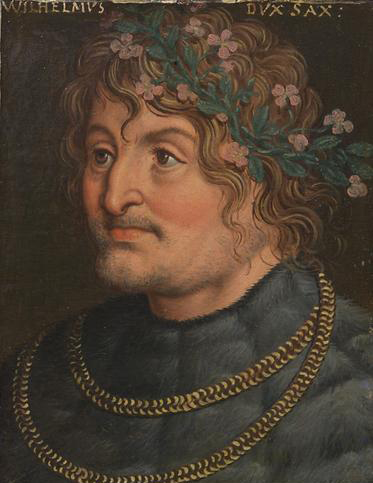
Il duca Guglielmo III 1445–1482

## Caratteristiche

### Dritto
- + EADG DVCS. SAX. TVR. L. HARCh. HIS.
  - Testo completo in latino: Ernestus Albertus, dei gratia duces Saxoniae, Thuringiae landgrafii marchiones Misnenses (si noti l'uso della lettera H al posto della lettera M)
  - Traduzione: Ernesto e Alberto per grazia di Dio, duchi di Sassonia, langravi di Turingia, margravi di Meißen.

### Rovescio
- Trascrizione: + WDG DVX SAX. TVR. L. HARCh. HIS.
  - Testo latino completo: Wilhelmus, dei gratia dux Saxoniae, Turingiae landgrafius, marchio Misnensis.
  - Traduzione: Guglielmo III per grazia di Dio, duca di Sassonia, langravio di Turingia, margravio di Meißen.

## Zecche e simboli di zecca (1465–1469)
| Maestro di zecca     | dal  | al     | Segno di zecca       | Zecca           | Note   |
| -------------------- | ---- | ------ | -------------------- | --------------- | ------ |
| Hans Arnold          | 1465 | 1469   | Croce                | Freiberg        | ibrido |
| Peter Schwabe        | 1465 | 1469   | ‡ (doppia croce)     | Colditz         |        |
| Conrad Funke         | 1466 | 1469   | stella a sei punte   | Lipsia          | ibrido |
| Peter Pfole (Pfohle) | 1466 | 1467   | foglia inclinata     | Wittenberg      |        |
| Heint Martersteck    | 1466 | e 1469 | rosa a cinque petali | Gotha           |        |
| sconosciuto          | 1466 |        | lettera Ο            | Oelsnitz/Vogtl. |        |